# Registro Civil (México)

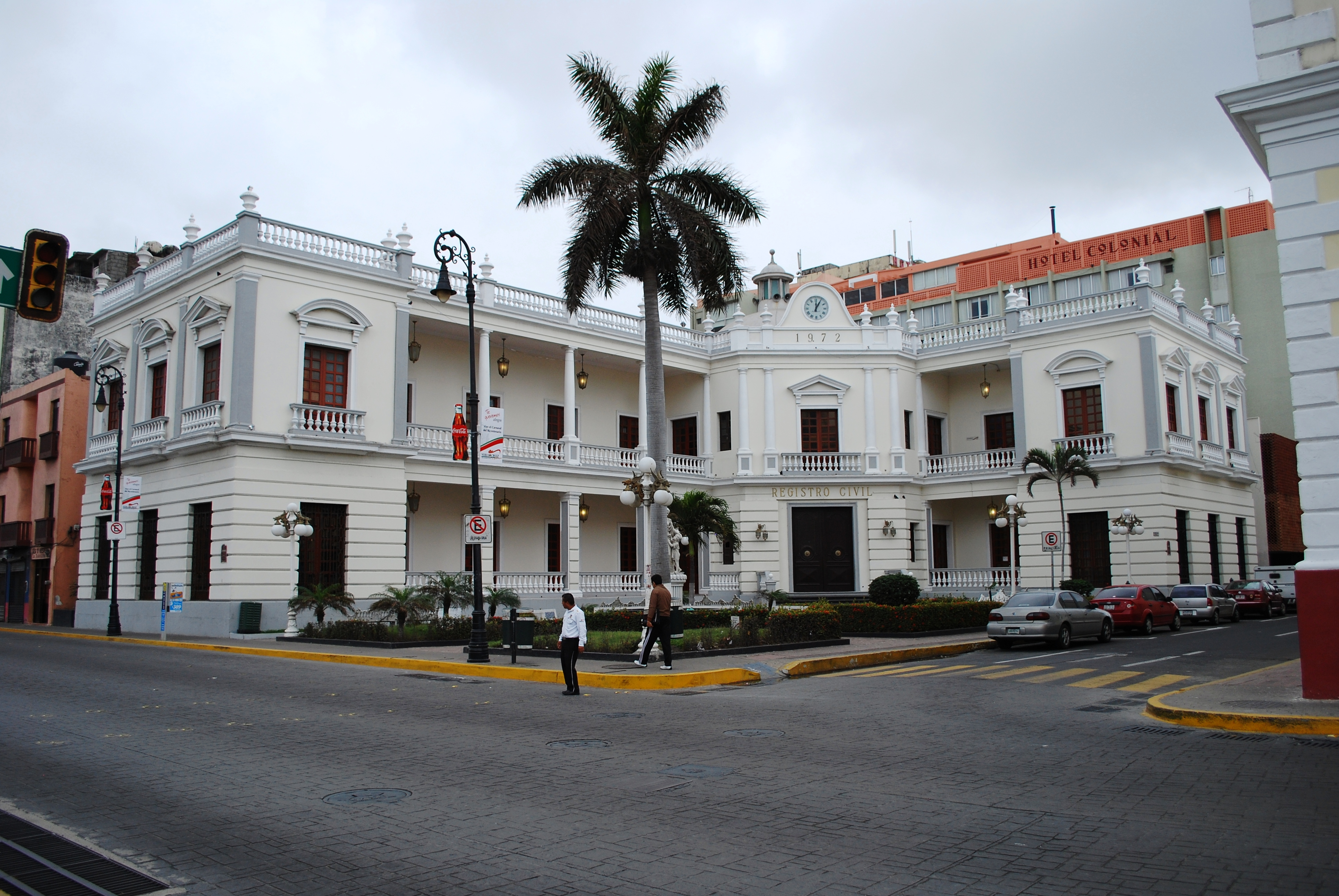
Edificio actual del Registro Civil de Veracruz, inmueble inaugurado en 1972. Alberga una réplica del acta de nacimiento de la hija de Benito Juárez, la primera en México. Símbolo del inicio del Registro Civil laico en el país.

El Registro Civil en México es una institución pública encargada de registrar oficialmente los actos y hechos que determinan el estado civil de las personas, tales como nacimientos, matrimonios, divorcios, adopciones y defunciones. Su función principal es garantizar la certeza, autenticidad y publicidad de dichos eventos, otorgando validez legal a la identidad y situación jurídica de los individuos.

## Historia
Los primeros indicios sobre el reconocimiento del parentesco por sangre y por afinidad se dan frente a autoridades que al mismo tiempo tenían carácter de religioso y estatal en las instituciones prehispánicas. Por su parte, los mayas, expidieron disposiciones relativas al estado civil de las personas, a las herencias, al matrimonio e incluso sobre contratos. Con la Conquista, se impusieron usos y costumbres europeas, y las partidas parroquiales constituyen el antecedente inmediato del registro del estado civil de las personas.

### Época colonial
Durante la época colonial, la Iglesia Católica tenía la responsabilidad exclusiva de registrar los nacimientos, matrimonios y defunciones mediante la administración de los sacramentos. Por esta razón, los registros eclesiásticos tenían valor tanto religioso como civil, lo que mantuvo a la Iglesia como la principal institución registral hasta mediados del siglo XIX.
El bautismo fundó el establecimiento de los libros parroquiales, los cuales también contenían las ceremonias de conversión de indígenas a la religión católica. Dentro de estos libros eclesiásticos, en donde se anotaban los bautizos de los infantes, se permitió también la anotación de niños indígenas, haciendo alusión a la casta a la que pertenecían, mencionándose la condición de indios, mulatos, mestizos, coyotes, calpan-mulato, lobo, saltapatrás, cambujo, alfarrazado, zambo-prieto, etc., con el objeto de señalar las diversas categorías sociales. Los elementos contenidos en las partidas parroquiales eran los esenciales, es decir, la fecha de inscripción, el día en que tuvo efecto el acto que se inscribía, los datos generales de los solicitantes o interesados, el domicilio o vecindad, el nombre y ocupación de quienes fungían como testigos y la firma del párroco. Ni en el movimiento independentista, ni dentro de las primeras constituciones políticas como la de Cádiz y la de 1824, se encuentran disposiciones relativas acerca del registro del estado civil de las personas.

### México independiente
En 1829, en el estado de Oaxaca, se expidió el Código Civil del Estado, que es del primero que se tienen antecedentes y que regulaba los nacimientos, matrimonios y muertes, con él, se otorga a la iglesia católica la facultad de reconocer el estado civil de las personas nacidas en territorio oaxaqueño.
Con fecha 27 de octubre de 1851, se presentó un proyecto de Registro Civil, el cual tenía como objeto el reconocimiento de las partidas eclesiásticas y estuvo a cargo de Cosme Varela. Entre 1855 y 1857 se promulgaron la Ley Juárez, la Ley Lerdo y la Ley Iglesias, normas que sentaron las bases para la separación Iglesia-Estado y que culminaron con la Constitución de 1857.
Sin embargo, con la promulgación de las Leyes de Reforma impulsadas por el gobierno liberal para separar la Iglesia y el Estado, el Estado mexicano comenzó a separar la autoridad civil de la religiosa. En 1855, durante el gobierno de Juan Álvarez, se iniciaron las reformas legales para establecer un Estado laico y limitar el poder clerical.
El primer intento formal de crear un Registro Civil estatal fue la Ley Orgánica del Registro del Estado Civil promulgada por el presidente Ignacio Comonfort el 27 de enero de 1857, aunque su aplicación fue limitada y posteriormente anulada por la Constitución de 1857, que permitió la participación eclesiástica en estos registros. El avance definitivo se dio en 1859, cuando el presidente Benito Juárez estableció formalmente el Registro Civil como una institución laica, confiando su administración a jueces civiles y desligándola de la Iglesia. Asimismo, el 28 de julio de ese mismo año se promulgó la Ley sobre el Estado Civil de las Personas. Una de las innovaciones de la nueva ley fue la creación del juez del estado civil, quien sería responsable de registrar nacimientos, matrimonios y defunciones, funciones que tradicionalmente eran realizadas por sacerdotes. Además, se estableció la obligación de enviar los libros libros originales de registro al archivo central del Registro Civil para garantizar la la conservación y custodia de la información.
En el Distrito Federal (hoy Ciudad de México), la función registral se instituyó en 1861, cuando Manuel Blanco Méndez, gobernador de la capital, puso en vigencia las Leyes de Reforma y con fecha 11 de abril de ese mismo año se acuerda que se exonere a los curas de rendir el informe de nacidos, casados y muertos al Supremo Gobierno.
Finalmente, las Leyes de Reforma, incluyendo la del Registro Civil, fueron incorporadas a la Constitución en 1873 durante la presidencia de Sebastián Lerdo de Tejada, consolidando el carácter obligatorio y la autonomía del Registro Civil frente a la Iglesia.
En el año de 1935 se introduce en el Registro Civil el uso del formato preimpreso para cada acta. Esto homogeneiza el registro de datos precisos que se establecen en la Ley Orgánica del Registro Civil; no obstante se conserva el registro en forma manuscrita hasta el año de 1979 cuando se establece la obligación de asentar los datos en los formatos preimpresos en forma mecanográfica y en cinco tantos.

## Funciones y organización
El Registro Civil se encarga de registrar a los ciudadanos desde su nacimiento hasta su fallecimiento, con el propósito de garantizar su identidad y la legalidad de los trámites y gestiones que deban realizar, así como los cambios en su estado civil que deseen efectuar a lo largo de su vida. La entidad inscribe, registra, autoriza, certifica, da publicidad y otorga solemnidad a los actos y hechos relacionados con el estado civil de las personas, y expide las actas correspondientes al nacimiento, reconocimiento de hijos, matrimonio, divorcio y defunción.
Cada una de las 32 entidades federativas de México tiene su propio Registro Civil regido por las leyes emitidas por el Legislativo de cada entidad. Para la Ciudad de México el nombre oficial de esta instancia es Dirección General de Registro Civil, y se trata de una institución de orden público dependiente de la Consejería Jurídica y de Servicios Legales del Gobierno de la Ciudad de México. Hasta la década de 1960, los certificados de nacimiento se escribían a mano, en una caligrafía cursiva estilizada y típicamente se emitían en papel de seguridad. Después de la década de 1960, comenzaron a emitirse mecanografiados.
Actualmente, todas las copias (de personas nacidas antes y después de los años 1960) se estandarizan en papel de seguridad color marrón y se mecanografían automáticamente por computadora. Además, ya incluyen la CURP y las fechas específicas de emisión.